# Roger Casement

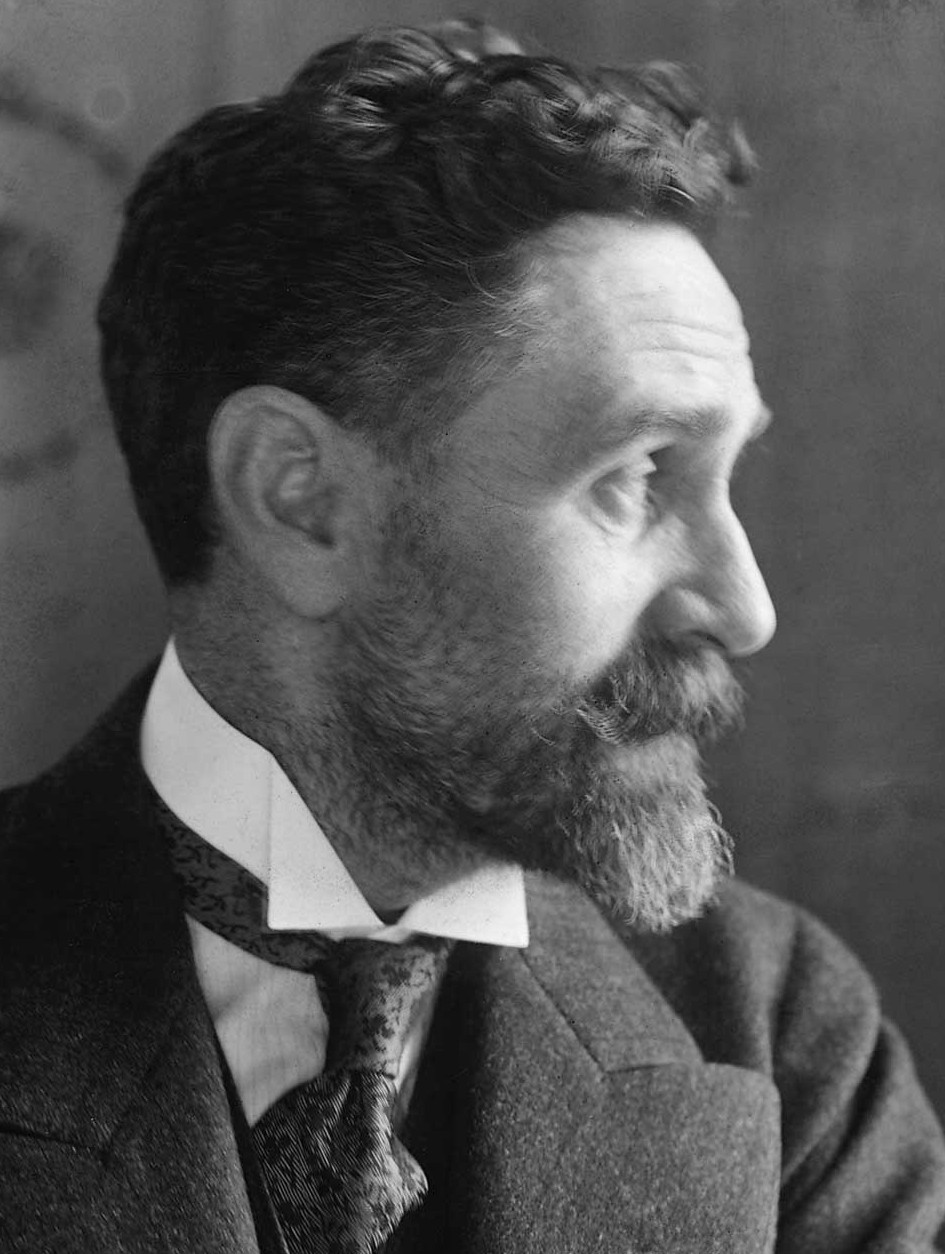
Sir Roger Casement

Roger David Casement (irisch: Ruairí Dáithí Mac Easmainn, * 1. September 1864 in Sandycove, einem Ortsteil von Dublin; † 3. August 1916 in London) war ein britisch-irischer Diplomat, der entscheidend an der Aufklärung der Kongogräuel beteiligt war und sich später als irischer Nationalist für die Unabhängigkeit Irlands von Großbritannien einsetzte. Während des Ersten Weltkrieges verhandelte er mit der deutschen Regierung über eine Unterstützung des irischen Widerstands. Von den Briten als Verräter und von den Iren als Nationalheld angesehen, wurde er 1916 wegen Hochverrats verurteilt und gehängt.

## Lebenslauf

### Frühe Jahre
Casement wurde 1864 in der Nähe von Dublin in eine gutsituierte protestantische Familie geboren. Er war bereits im Alter von zehn Jahren Vollwaise und wurde von Verwandten in Ballymena in Nordirland aufgezogen. Im Jahr 1883 begab er sich auf eine Reise nach Afrika, wo er im Kongo-Freistaat für verschiedene Unternehmen und für die Internationale Afrika-Gesellschaft des Königs Leopold II. tätig war. Während seines Aufenthaltes im Kongo lernte Casement den Entdecker und Afrikareisenden Henry Morton Stanley sowie den späteren Schriftsteller Joseph Conrad kennen.

### Aufdeckung der Kongogräuel
1892 verließ Casement den Kongo, um dem Colonial Office in Nigeria beizutreten. 1895 wurde er Konsul in Lourenço Marques (heutiges Maputo). Um 1900 reiste er zurück in den Kongo, wo er im Auftrag der britischen Regierung die Lebens- und Arbeitsverhältnisse der einheimischen Bevölkerung untersuchen sollte. In seinem erstmals 1904 veröffentlichten Kongo-Bericht machte Casement auf die katastrophalen Bedingungen im Kongo aufmerksam und verstärkte dadurch den internationalen Druck auf den belgischen König Leopold II., der daraufhin eine Untersuchungskommission einberufen musste. Kurz zuvor hatte Casement den Journalisten Edmund Dene Morel kennengelernt, der ihn in seinem Anliegen, das Leid der kongolesischen Bevölkerung zu mindern, stark unterstützen sollte. Morel und Casement sollte eine lebenslange Freundschaft und Zusammenarbeit verbinden. Casement, der aufgrund seines Diplomatenstatus zur Neutralität verpflichtet war, überzeugte Morel, die Congo Reform Association zu gründen. Seine humanitäre Tätigkeit im Dienste der kongolesischen Bevölkerung brachte Casement internationales Ansehen ein. In Anerkennung seiner Verdienste wurde er 1911 zum Knight Commander of St. Michael and St. George geadelt.

### Mission in Peru

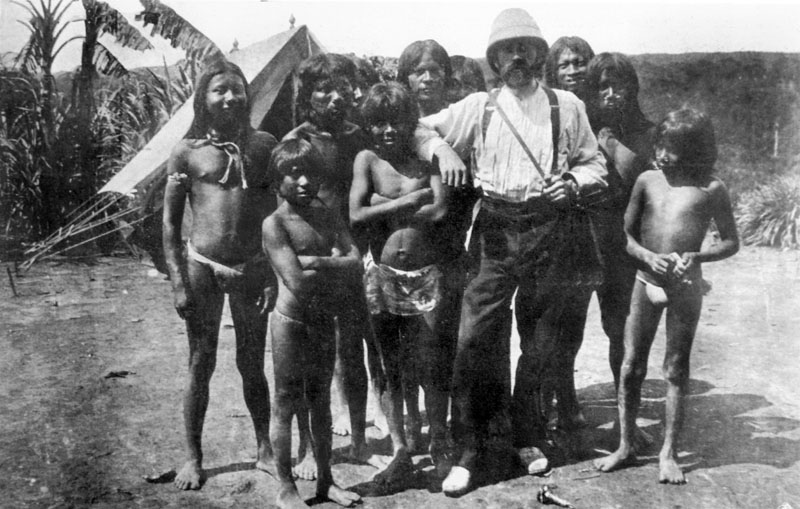
Roger Casement in Putumayo

Im Jahr 1906 versetzte das britische Außenministerium Casement nach Brasilien, zunächst als Konsul nach Pará und Santos, dann als Generalkonsul nach Rio de Janeiro. 1910 entsandte die Regierung ihn ins peruanische Amazonasgebiet, um die Vorwürfe gegen die Peruvian Amazon Company aufzuklären, ein von Julio César Arana geführtes, britisch-peruanisches Kautschuk-Unternehmen. Gegen die Firma, in der viel britisches Kapital steckte und die an der Londoner Börse gelistet war, waren ähnliche Vorwürfe laut geworden wie Jahre zuvor gegen das Regime Leopolds II. im Kongo. In einem heute zu Kolumbien gehörigen Gebiet am Río Putumayo hatte das Unternehmen ein System von Zwangsarbeit errichtet, dem schätzungsweise mehr als 30.000 Uitotos zum Opfer fielen. Casement reiste als Leiter einer Kommission zunächst nach Iquitos, dann in die Urwaldgebiete am Rio Putumayo, wo er diese Anschuldigungen in einer mehrmonatigen Mission verifizierte. Zurück in London, machte er die nahezu vollständige Ausrottung der Indios publik und erreichte damit, dass Aranas Unternehmen geschlossen wurde.

### Kampf für die Unabhängigkeit Irlands
Aufgrund seiner angegriffenen Gesundheit zog sich Casement 1912 von seiner Tätigkeit als Diplomat zurück. Ein Jahr später trat er den paramilitärischen Irish Volunteers bei, welche die irische Unabhängigkeit forderten. Er wurde ein enger Freund des Leiters der Organisation, Eoin MacNeill. Bei Ausbruch des Ersten Weltkrieges reiste er über die USA nach Deutschland, um Waffen und finanzielle Unterstützung für die Bewegung zu organisieren. Über die irisch-amerikanische Clan na Gael nahm Casement Kontakt zum deutschen Botschafter in Washington auf. Seine Idee, den irischen Aufstand mit Hilfe der Deutschen zu organisieren, war auch unter den Iren umstritten. Über Norwegen reiste Casement im Oktober 1914 nach Berlin. Noch in Kristiania wurde er sich der Beobachtung durch den britischen Geheimdienst bewusst. Der dortige britische Gesandte versuchte Casements Diener zu bestechen, damit dieser ihn an seine Landsleute ausliefere oder verschwinden ließe.

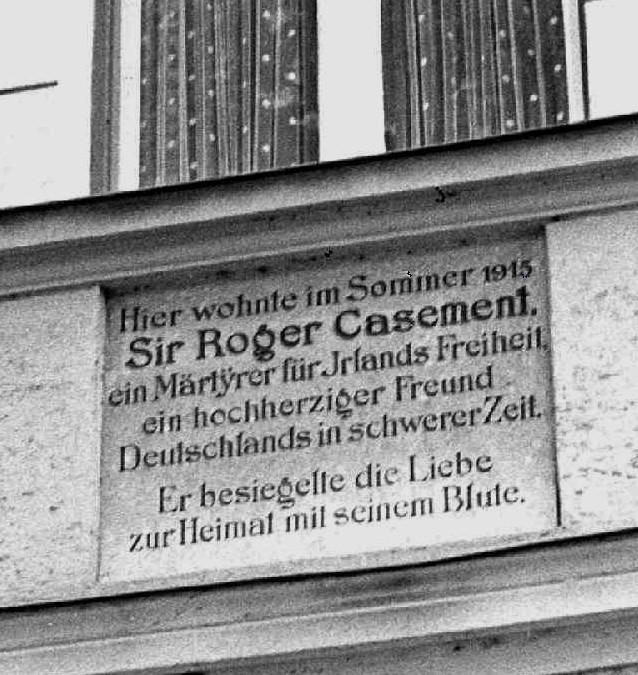
Casement Wandtafel, Riederau am Ammersee

In Deutschland angekommen, versuchte Casement zunächst, eine Freiwilligenbrigade aus irischen Kriegsgefangenen zu rekrutieren. Nachdem dieser Plan scheiterte, überzeugte Casement das deutsche Militär davon, 20.000 Gewehre, zehn Maschinengewehre und Munition an die Irish Volunteers zu liefern. Casement hatte sich weit mehr Material erhofft, die deutsche Regierung traute ihm jedoch nicht so weit, dass sie alle seine Wünsche erfüllt hätte. Jedoch konnte er die deutsche Regierung zur Abgabe einer wohlwollenden Erklärung für die Unabhängigkeit Irlands bewegen. Der Plan zum Osteraufstand wurde dann ohne sein Wissen über den Clan-na-Gael in die Wege geleitet. Casement erfuhr den Termin für den Aufstand erst nach Abschluss der Planungen im April 1916.
Die von Deutschland versprochene Waffenlieferung erreichte ihr Ziel jedoch nie. Das Transportschiff, die als norwegisches Schiff Aud getarnte Libau, hatte Lübeck bereits am 9. April 1916 verlassen. Da inzwischen der Termin für den Aufstand von Ostersonntag auf Ostermontag verschoben worden war, wartete der deutsche Kapitän Karl Spindler vergeblich in der Bucht von Tralee auf das Ausladen der Waffen. Die Briten hatten inzwischen deutsche Funksprüche aufgefangen und stellten die Aud am Morgen des 21. April. Die Aud wurde nach Queenstown eskortiert, wo der Kapitän das Schiff an der Hafeneinfahrt mitsamt der Ladung in die Luft sprengte. Casement hatte Deutschland in Begleitung zweier Gefährten kurz nach der Aud an Bord des deutschen U-Bootes U 19 unter Oberleutnant zur See Raimund Weisbach verlassen. Am Morgen des 21. April erreichte das Boot die Südwestküste Irlands in der Grafschaft Kerry. In einem Schlauchboot landeten Casement und seine Begleiter und vergruben eine Kiste mit Waffen und Munition am Strand. Ihre Ankunft blieb jedoch nicht unbemerkt, und so wurde Casement, der sich in einer Ruine versteckt hatte, kurz darauf verhaftet. Zu seinen Ehren wurde später an der Stelle dieser Ruine – des sogenannten Casement Forts – eine Gedenksäule errichtet. Er wurde nach London überstellt, wo er den Behörden seine Identität preisgab. Der Osteraufstand begann trotz der Nachricht von Casements Verhaftung am 24. April 1916, dem Ostermontag. Die mangelhafte Vorbereitung führte jedoch dazu, dass er nach nur vier Tagen von den Briten blutig niedergeschlagen wurde.
Casement wurde derweil des Hochverrats, der Sabotage und Spionage gegen die Krone angeklagt. Casements Aktivitäten in Deutschland wurden als Beweise seiner Schuld herangezogen. Casement erklärte, er habe zum Wohle Irlands gehandelt und habe sich nichts zuschulden kommen lassen. Im Gefängnis versuchte er wiederholt, Selbstmord zu begehen.
Casements Orden vom Heiligen Michael und Georg wurde ihm abgesprochen. Der Prozess gegen ihn begann am 26. Juni 1916. Richter und Geschworene waren von Casements Schuld überzeugt; er wurde zum Tod verurteilt.
Ein letztes Gnadengesuch wurde trotz der Unterzeichnung durch Sir Arthur Conan Doyle und George Bernard Shaw abgelehnt. Sein Freund Morel konnte Casement nicht mehr im Gefängnis besuchen, da er aufgrund seiner pazifistischen Einstellung massiven Angriffen ausgesetzt war. Casement wurde im Alter von 51 Jahren am 3. August 1916 im Pentonville-Gefängnis in London durch Hängen hingerichtet. Scharfrichter war der britische Henker John Ellis, der davon in seinen Memoiren berichtete. Am Tag seiner Hinrichtung trat Casement auf seinen Wunsch hin zum katholischen Glauben über und wurde auf seinem letzten Weg von zwei katholischen Priestern begleitet.

## Casements Tagebücher
Bereits vor seiner Hinrichtung verbreitete sich in der Presse das Gerücht, Casement sei nicht nur ein Hochverräter, sondern auch homosexuell. Homosexualität war zu dieser Zeit in den meisten Staaten ein Straftatbestand. Der Vorwurf wurde zunächst von William Reginald Hall, dem damaligen Chef der britischen Marineaufklärung, auf einer Pressekonferenz am 3. Mai 1916 vorgebracht. Hall, der Casement nach dessen Verhaftung verhört hatte, präsentierte den anwesenden Journalisten Kopien handgeschriebener Texte, die nach seiner Aussage aus Casements Tagebüchern stammten. In diesen waren pikante Details über homosexuelle Kontakte beschrieben. Die Texte wurden auch gezielt an Personen herangetragen, die sich für ein Gnadengesuch Casements einzusetzen gedachten. Die Texte verfehlten ihre Wirkung nicht und zerstörten Casements guten Ruf endgültig. Hochrangige Personen des öffentlichen Lebens wie US-Präsident Woodrow Wilson und der Erzbischof von Canterbury lehnten es daraufhin ab, das Gnadengesuch für Casement zu unterzeichnen.
In der irischen Bevölkerung wuchs hingegen schnell die Überzeugung, dass die Texte Fälschungen der Briten seien. Eine spätere Schriftvergleichung mit anderen Texten aus den sogenannten White Diaries kam zum Ergebnis, dass die Texte von Casement stammten. Das Ergebnis der Studie ist jedoch umstritten, da lediglich eine schriftvergleichende Untersuchung und keine forensische Handschriftenuntersuchung durchgeführt wurde. Die Texte könnten also trotz des Schriftbildes gefälscht worden sein. Dafür spricht unter anderem, dass der Entdecker der kompromittierenden Texte, Scotland-Yard-Chef Basil Thomson, später fünf voneinander abweichende Versionen des Fundes der Texte berichtete. Dass Thomson 1920 aufgrund der Fälschung russischer Dokumente vom britischen Parlament verwarnt wurde, bestärkte die Zweifel an der Echtheit der sogenannten Black Diaries. Einer weiteren Theorie zufolge sind die Tagebuchaufzeichnungen eine Mischung aus Casements eigenen Tagebuchaufzeichnungen und Abschriften, die Casement im Auftrag Scotland Yards von den Tagebüchern eines Südamerikaners namens Armando Normand angefertigt hatte.
Die Briten verwiesen später stets darauf, dass gegen keinen anderen Beteiligten am Osteraufstand eine derartige Kampagne durchgeführt wurde. Jedoch gab es auch für keinen der anderen Angeklagten eine vergleichbare Sympathie und Respekt.
Die Diskussion um Casements sexuelle Orientierung wird auch in jüngster Zeit kontrovers geführt. Obwohl dies heutzutage nicht mehr relevant für die Bewertung seiner politischen Tätigkeit ist, wollen vor allem konservative irische Katholiken weitestgehend nicht akzeptieren, dass einer ihrer Nationalhelden homosexuell gewesen sein soll.

## Staatsbegräbnis im Dubliner Glasnevin Cemetery

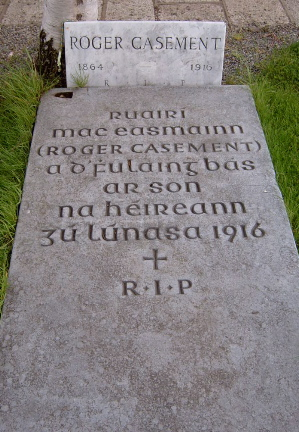
Roger Casements Grab auf dem Dubliner Glasnevin Cemetery. Die Grabinschrift lautet: „Roger Casement erlitt den Tod für Irland im August 1916 – Ruhe in Frieden“.

Wie es zur damaligen Zeit üblich war, wurde Casements Leichnam kurz nach seiner Hinrichtung auf dem Gelände des Pentonville Prison beigesetzt. Am 23. Februar 1965 wurden seine sterblichen Überreste nach Irland überführt und nach einem Staatsakt mit vollen militärischen Ehren in eine Dubliner Kirche gebracht. Dort blieb sein Sarg für fünf Tage aufgebahrt. Irlands Staatspräsident Éamon de Valera erwies ihm die letzte Ehre. Am 28. Februar wurde der Sarg im Dubliner Glasnevin Cemetery beigesetzt. Die Zeremonie wurde von über 30.000 Iren begleitet.
In den 1990er Jahren wurden erste Zweifel laut, ob der im Glasnevin Cemetery beigesetzte Sarg tatsächlich Casements sterbliche Überreste enthielt. Es wurde vermutet, dass es bei der Öffnung des Gefängnisgrabes unmöglich gewesen sei, Casements Gebeine von denen anderer Hingerichteter zu unterscheiden. Daher wurden angeblich einfach verschiedene dort gefundene Knochen zu einem Skelett zusammengefügt. Verschiedentlich wurde behauptet, die Knochen gehörten Hawley Harvey Crippen, einem bekannten Mörder, der ebenfalls im Pentonville Prison hingerichtet und beerdigt worden war. Die Vorwürfe wurden von den Personen, die an der Exhumierung beteiligt waren, zurückgewiesen. Ein möglicherweise klärender DNA-Vergleich ist bislang nicht erfolgt.

## Rezeption

### Der irische Nationalheld
Casement gilt in Irland als Nationalheld; so wird z. B. ein Belfaster Gaelic-Football-Gelände nach ihm Roger Casement Park genannt. Sein Zeitgenosse Sir Arthur Conan Doyle hat Casement bereits 1912 in seinem Fantasy-Roman Die vergessene Welt in Gestalt der Figur des Lord John Roxton ein literarisches Denkmal gesetzt.
Am Strand von Banna Beach bei Tralee befindet sich seit 1966, dem 50. Jahrestag seiner Landung dort, ein Denkmal für Casement.
Nach Casement sind benannt:
- zahlreiche Footballklubs wie etwa Roger Casements GAA Club (Coventry, England) und Roger Casements GAC (Portglenone, Northern Ireland)
- die Schule Gaelscoil Mhic Easmainn (Irisch für Casement) in Tralee, County Kerry
- Casement Aerodrome in Baldonnel, ein irischer Luftwaffenstützpunkt nahe Dublin
- Casement Rail and Bus Station in Tralee
- Roger Casement Park in Cork
- Casement Road, Park, Drive und Grove in Finglas, County Dublin
- Casement Street in Darien, Connecticut

### Roman
Der peruanische Schriftsteller Mario Vargas Llosa veröffentlichte 2010 unter dem Titel Der Traum des Kelten einen biografischen Roman über Roger Casement; 2011 erschien das Werk in deutscher Sprache.

### Filme
- Sir Roger Casement. 2 Teile, ZDF 1968, Regie Hermann Kugelstadt, mit Heinz Weiss in der Rolle von Roger Casement.

## Werke
- The Crime Against Europe – A possible outcome of the war of 1914. The Celtic Press, Philadelphia 1915. (2011, ISBN 978-3-8424-7667-7)
- Correspondence and Report from his majesty’s consul at Boma respecting the administration of the Independent State of the Congo. 1904.
- The Eyes of Another Race: Roger Casement's Congo Report and 1903 Diary. University College Dublin Press, 2004, ISBN 1-900621-99-1.
- Gesammelte Schriften. Irland, Deutschland und die Freiheit der Meere und andere Aufsätze. Jos. C. Huber Verlag, Dießen vor München 1916. (Zweite erweiterte Ausgabe, 1917)
- The Amazon Journal of Roger Casement. Hrsg. Angus Mitchell. Anaconda Editions, London 1997.